# Elino Julião
Elino Julião da Silva (Caicó, 13 de novembro de 1936 — Natal, 20 de maio de 2006) foi um cantor de forró conhecido pela forte ligação à cultura da região do Seridó, no Rio Grande do Norte.

## Biografia
Julião nasceu em 1936, filho de Sebastião Pequeno, tocador de cavaquinho, concertina e harpa e de Francisca Augusta da Silva. O casal teve 17 filhos, dos quais 11 sobreviveram, sendo Elino o segundo mais velho. 
Como músico amador, Sebastião se apresentava em pequenos bailes e festas religiosas, influenciando o pequeno Elino, que desde criança gostava de cantar e  batucar em latas, mesas ou nas próprias pernas, enquanto entoava canções de Luiz Gonzaga, Jackson do Pandeiro, baiões e cocos que aprendia nas festas em Caicó e reproduzia no sítio em que morava - onde o rádio ainda não havia chegado.
Elino mudou-se em definitivo para Natal aos 16 anos, determinado a seguir a carreira artística. Morador das Quintas, começou a cantar em uma amplificadora que fazia transmissões para o bairro, assim como em pequenas festas na vizinhança. Para se manter, trabalhou em movelarias como envernizador.

## Carreira
Da amplificadora do bairro das Quintas, Elino começou a frequentar programas de rádio e a participar de concursos, alcançando rapidamente sucesso regional. Em 1958, mudou-se para o Rio de Janeiro, a convite de Jackson do Pandeiro, a quem tinha conhecido durante uma apresentação na Rádio Poti, em Natal.
Ao chegar ao Rio, Elino morou inicialmente na casa do próprio Jackson, na Glória. O potiguar nunca escondeu sua admiração pelo artista paraibano, na banda de quem tocou pandeiro e triângulo por oito anos e a quem classificava como um músico completo e de quem era considerado um seguidor.
Elino Juilão alcançou grande sucesso, tendo se apresentado em diversas casas de show no Rio de Janeiro, assim como na Casa de Forró de Pedro Sertanejo, em São Paulo, epicentro do gênero musical nordestino na capital paulista. Além de discos próprios, Elino alcançou notoriedade ao integrar 10 dos 15 volumes da Coletânea Pau de Sebo, uma das mais bem sucedidas séries de discos juninos já lançados no Brasil, que incluiu artistas como Jackson do Pandeiro, Marinês, Trio Nordestino, Os Três do Nordeste, entre outros. Das coletânea, surgiu a Caravana Pau de Sebo, que itinerou por diversos estados do país, sobretudo pelo Nordeste, com apresentações dos artistas presentes nos discos.
Grande ícone do forró potiguar, Elino Julião teve como reconhecimento mais recente à sua trajetória a instituição do Dia do Forró no estado do Rio Grande do Norte em sua homenagem, em 13 de novembro, data de seu nascimento, pela Lei Ordinária 10.908, de 21 de maio de 2021. É ainda citado em diversos trechos do Dossiê de Registro das Matrizes Tradicionais do Forró, que fundamentou o reconhecimento, pelo IPHAN (Instituto do Patrimônio Histórico e Artístico Nacional) do Forró como patrimônio cultural imaterial do Brasil, em 2021.

## Canções mais conhecidas
- A festa do Senhor São João
- Cajueiro de Pirangi
- Filho de goiamum
- Meu cofrinho de amor
- Maria home
- Na sombra do juazeiro
- Na unha do guaxinin
- O burro
- O mela mela
- O rabo do jumento
- O Relabucho
- Pedaço de Morena
- Puxando fogo
- Vamos fazer run-run
- Ela me deixou e foi morar com o guarda
- Tabúa da Maria

## Discografia
- 1968 - Tô na Praça
- 1970 - Fogo na Geringonça (Coletânea)
- 1971 - Aquilo
- 1972 - Desafio (com Jacinto Silva)
- 1973 - Xodó de Lado (com Jacinto Silva)
- 1974 - Dois Sujeitos Incrementados (com Messias Holanda)
- 1975 - Cara de Durão (com Messias Holanda)
- 1975 - Seleção de Carimbó
- 1976 - Forró e Mulher
- 1977 - O Enganador
- 1978 - Coração Louco
- 1979 - Meu Coração é das Mulheres
- 1980 - Preço do Amor
- 1981 - Meu Bauzinho de Felicidade
- 1981 - As Mulheres Merecem Flores
- 1983 - Coração Doce
- 1983 - Na Sombra do Juazeiro (com Lucymar)
- 1984 - Arrastando a Vida
- 1984 - Eu de Cá, Você de Lá (com Edson Duarte)
- 1985 - Puxando Fogo (Coletânea)
- 1986 - Só Gosto de Você
- 1992 - Simplesmente Elino Julião
- 1998 - Vamos Fazer Run-Run!
- 2000 - Canto do Seridó
- 2002 - Canto do Seridó II
- 2006 - Dentro do Movimento